# Dorcadion obtusum
Dorcadion obtusum är en skalbaggsart. Dorcadion obtusum ingår i släktet Dorcadion och familjen långhorningar.

## Underarter
Arten delas in i följande underarter:
- D. o. obtusum
- D. o. marashense